# Праисторија на тлу Хрватске

## Камено доба
Старије камено доба (палеолит) раздобље је у којем су људске заједнице живеле у пећинама или на отвореном простору у шаторима од животињске коже. Осим убирања дивљих плодова извор прехране био је лов и риболов, па су доста рано почела да се израђују камена и коштана помагала којима се успешније ловило. Првобитно су то били камени облуци с једва видљивим захватима кресања, којима се служио усправни човек, а знатно квалитетнија и за лов примеренија помагала израђивао је неандерталац, док је производњу камених рукотворина готово до савршенства савладао претходник данашњег човека, назван врло разумним човеком (Хомо сапиенс сапиенс). У Европи је познато налазиште неандерталског човека (палеантропа) у пећини Хушњакова брега код Крапине. Око 40.000. п. н. е. на подручју данашње Хрватске појављују се први Хомо сапиенси (савремени људи). Они око половине петог миленијума пре н. е. постепено и на подручју Хрватске прелазе на земљорадњу. Од материјалних производа сачувало се камено и коштано оруђе и оружје и остаци костију дивљих животиња. На тлу Хрватске су нађене карактеристичне рукотворине попут длета из Шандаље I код Пуле и ручног клина из Пуниква код Иванца, који потичу из раздобља доњег палеолита (2.500.000–200.000. године пре н. е.), као и различити стругачи и шиљци из Крапине и Виндије средњег палеолита (пре 200.000 до 40.000. године пре н. е.), па све до многобројних типова каменог оруђа из горњопалеолитског слоја Шандаље II (пре 40.000 до 10.000. године пре н. е.).
Млађе камено доба (неолит, 6.- 4. миленијум п. н. е.) карактеришу прва сједилачка насеља пољопривредних и сточарских племена, подижу се стална насеља, прелази на земљорадничку привреду, припитомљавају животиње, производе предмете од керамике те израђују камено глачано оруђе и оружје. Станује се у земуницама и полуземуницама, а појављује се и надземна кућа. Бројни су остаци и раздобља неолита у поријечју Саве, Драве и Дунава позната под именима старчевачке (која је најстарија и обележила је већи део неолита), винчанске и сопотске (која настаје на супстрату старчевачке и новопридошле винчанске с епонимним локалитетом Сопот у близини Винковаца) културе, а уз море хварске културе. При свакодневној употреби користили су се различити предмети, од керамичког посуђа онодобних култура с локалитета Вучедол, Вуковар, Саматовци, Богдановци, Бапска. Постоји и реконструкција дела куће сопотске културе, с простором у којем доминира ткалачки стан. Користили су се и различити типови каменог оруђа и оружја те керамичке женске фигуре (идоли) винчанске културе из Јаково-Кормадина, Винче или Лединаца, које осим ликовних досега, пружају увид и у духовни живот људи тога доба. Код нас за сада постоје само два локалитета винчанске културе. Први је Берндијев виноград у Вуковару, од којега највероватније није остало ништа јер га је еродирао Дунав, а други је Бапска.
Данилска култура (4500.-3900. п. н. е.) јавља се у пределима јадранске обале, а име је добила по локалитету Данило крај Шибеника. Људи су живели или у укопаним кружним колибама (Данило), у надземним кружним кућицама (Смилчић) или у надземним четвртастим кућама с подом од набијене глине (Брибир). Куће су од дрвених балвана, грања и прућа, с кровом од сламе или трске. Доста је нађено коштаних предмета, накита те посуђа боље квалитете. То је посуђе упечатљиво због богате орнаментике изведен удубљивањем, урезивањем, жигосањем, рељефним обликовањем комбиновано с црвеном и белом инкрустацијом. Данилски облик посуде карактеришу четири здепасте ноге, с накошеним реципијентом и високом прстенастом ручком. Постоје и кипови у облику жене, мушкараца и животиња.
Хварска култура (3900.-3300. п. н. е.) јавља се на источној обали Јадрана и делимично наслеђује данилску. Првобитно је откривена на Хвару - Грапчева шпиља (приказ лађе с једром), али има је и по целој обали. Насеља су на отвореном но проширена те људи интензивно настањују шпиље. Прави развој хварске културе (класична) одвија се на средњодалматинском подручју - Корчула, Хвар, Пељешац. Од облика се истичу ниске, широке заобљене зделе с прстенастим вратом те јајолики лонац с коничним вратом без раскоши, али делују достојанственије од данилске.

## Бакарно доба
Бакарно доба (енеолит, 4.- 3. миленијум п. н. е.) обележено је првом металуршком делатношћу повезаном уз производњу бакра. Миграције сточарских племена с истока означавају енеолитичко раздобље. То је уједно време великих етничких превирања у којима старе културе неолита нестају или се попут ласињске поступно трансформирању, а уз новопридошлу баденску, настају нове, међу којима је костолачка те најатрактивнија и најпознатија међу њима - вучедолска култура. Уз сточарство и земљорадњу, металуршка делатност једна је од темељних грана тог раздобља. Посвједочују је глинени калупи из Сарваша и Вучедола те готови предмети, а врхунац такве производње су секире серијски лијеване у дводелним калупима попут оних из оставе нађене у Брекињској.

### Вучедолска култура
Вучедолска се култура налазила уз Дунав, на подручју данашњег Срема и дела Славоније до планина Крндије и Диља на западу. Постоји више теорија о пореклу носилаца вучедолске културе - теорије о нордијском, источноалпском, аутохтоном и степском пореклу), а делом своје порекло вуче из наслеђа становништва из млађег каменог доба. Вучедолци су имали чврсту родовску организацију на челу с родовским кнежевима која унутар себе уско сарађује. Слој вештих ратника вероватно се развио од бројних ловаца јер је дивљач имала врло важну улогу у прехрани. Лов је осигуравао Вучедолцима велике количине меса које их је чинило јачим и отпорнијим на болести од околних племена што је могао бити један од предуслова каснијем ширењу Вучедолаца. После 1800. п. н. е. они почињу нагло да се шире (вероватно и војним походима) на све стране понекад продирући чак 700 км далеко од своје прапостојбине. Ту су нађени остаци лепе керамике и то је најстарији налаз такве врсте у Европи. Налазимо их код вучедолскога Градца и Сарваша. Лепотом се нарочито истиче керамика с инкрустираном орнаментиком, међу којом пажњу плени посуда у облику птице, за коју је уврежен назив вучедолска голубица. У Вучедолу су откривене и богато опремљене гробне коморе, познате под називом - гроб брачнога пара. Њоме доминира култна посуда - терина украшена инкрустираним соларним и астралним мотивима. Многобројни налази идола омогућили су реконструкцију одеће и обуће. Најважнија привредна делатност Вучедолаца је била обрада земље и узгој говеда. Продаја говеда могла је осигурати важан бакар кога на првобитном њиховом подручју није било. Обрада бакра имала је пак посебно важну улогу и њу је Вучедолци усавршавају.

## Бронзано доба
Бронзано доба, 2. миленијум - 8. ст. п. н. е., је раздобље технолошкога напретка, убрзаног открићем бронзе (легура бакра и коситра), прве вештачке ковине. Тај знатно чвршћи метал, погодан за израдбу квалитетног оруђа и оружја, био је потицајем развоју различитих заната и живљој трговини те је сукладно тому довео до коренитих привредних и друштвених промена. Код нас бронзано доба нарочито карактеришу културе: винковачка и даљска која је уједно и представник културе поља са жарама када доминира укапање инцинерацијом. У том размерно мирном раздобљу долази до формирања целога низа нових културних група. У раздобљу ранога (2300. - 1600. п. н. е.) и средњега (1600—1300. п. н. е.) бронзаног доба нађени су предмети свакодневне употребе винковачке културе који потичу из епонимних Винковаца, Старих Микановаца, Вучедола, Опатовца те бројних других локалитета, затим тзв. лиценска керамика, названа по орнаментици утиснутој усуканом врпцом (нем. дие Литзе) на мекане делове још непечених посуда. Такође је нађен накит или етежно профилиране жаре бјелобрдско-даљске инкрустиране керамике, којој припада и изузетна антропоморфна фигура-идол из Даља. Код ватинске културе, односно њене славонско-сремске варијанте, налазимо предмете од њене ране до завршне фазе развоја, а бројем и разноврсношћу нарочито се истиче накит од бронзе и злата из скупнога налаза (остава) из Ловаса. Највише је предмета нађено из каснога бронзаног доба (1300—800. п. н. е.) обележеног културом поља са жарама (култура жарних поља). Тако је названа због обичаја покапања остатака спаљених покојника у керамичким посудама-жарама (урнама). Јављају се и бронзани предмети из остава закопани у немирним временима или као драгоценост дарована божанствима. Неке се од њих истичу бројношћу предмета, попут оставе из Бродскога Вароша, којој садржај упућује на припадност љевачкој радионици, а неке пак лепотом и квалитетном израдбом предмета, као што је нпр. остава из Пекленице, с неколико масивних богато украшених игала, или остава из Свилоша, с лепо обликованом фибулом тзв. поза ментеријскога стила. У остави из Клоштар Иванића пронађен је а за сада једини сасвим сачуван пар штитника за ноге (кнемиде), као и за наше подручје редак примерак ингота тзв. Кефтиу типа, платежнога средства које се везује уз микенски културни круг. Сви ти предмети, заједно с онима из систематично истражених некропола у Вировитици, Сировој Каталени, Загреб-Врапчу, Великој Горици и других локалитета, пружају увид у различите сегменте живота тог индоевропског народа непознатог имена врсног у бројним занатским, а судећи према множини оружја, и у ратничким вештинама.

## Гвоздено доба
Гвоздено доба је иза себе оставило бројне налазе илирских племена: Либурна, Јапода и Делмата од Истре на северу до Далмације на југу. У 4. ст. пре Христа су своје трагове оставили Келти, чији налази спадају у латенску културу. Халштатско раздобље односно старије Гвоздено доба (800. - 300. п. н. е.) карактерише употреба гвожђа, метала врло захтевне производне технологије. Млађа је фаза даљске културе везана за обраду и производњу гвожђа. У то време налазимо Бреуке и Корнакате који се често називају и Панонима. Развојем рударства и металургије долази до формирања нових облика материјалне и духовне културе, а све је наглашенија и социјална диференцијација. Једна од доминантних културних група тог раздобља јест даљска, чији дуги континуитет постојања од каснога бронзаног доба па све до доласка Келта, сведочи мноштво керамичких и металних налаза из Даља, Сотина, Ердута, а посебно из гробова вуковарске Леве баре. Опрема ратника, метални делови ношње и керамика високога домета уметничког обликовања, нарочито жаре из гробних хумака у Мартијанцу, Горичану или Каптолу, украшене пластично изведеним главама бовида, оставштина су групе Мартијанец-Каптол. Нађен је и кнез-ратник с налазима из каптолске некрополе. Млађе гвоздено доба (300. п. н. е. - 50. н. е.) је раздобље од досељења Келта на просторе континенталне Хрватске па све до римских освајања и потпуне романизације становништва. Овај период су обележили Келти Скордисци који су донели грнчарско коло, новац и гвоздени плуг. Насеља су утврђивали земљаним бедемом на којем је могла бити дрвени палисад облепљен блатом и опкопом испуњеним водом. Највећи насеобински комплекс у источној Хрватској налазио се на подручју Винковаца с управним и привредним средиштем на Дировом брегу.

## Келти
На простору данашње Хрватске сусрећу се материјални трагови двију група Келта. Источни су Келти Скордисци, а западни Таурисци. Око 400. године п. н. е. селили су се Келти од запада према истоку. Један дио населио се у сјеверној Италији, а други у Панонији. У 4. ст. п. н. е. продиру Келти који на простору данашњег Осијека подижу насеље Мурсу и нека друга насеља. Сегестица је био утврђени келтски град од 4. до 1. вијека п. н. е. настао на темељима још старијег насеља. Римски војсковођа Октавијан је с 12000 војника након тридесетодневне опсаде освајио Сегестицу. Продрли су и у Истру, гдје су подјармили дио илирског становништва, нарочито оне у горовитим предјелима, али су с временом потпуно асимилирали с Хистрима.
У озрачју је Келта-Скордиска који су донијели грнчарско коло, новац и жељезни плуг. Насеља су утврђивали земљаним бедемом на којем је могла бити дрвена палисада облијепљена блатом и опкопом испуњеним водом. Највећи насеобински комплекс у источној Хрватској налазио се на подручју Винковаца с управним и привредним средиштем на Дировом бријегу. Утицај материјалне културе апсолутно је на страни Скордиска, који су се језично асимилирали с домородачким становништвом. Утицај материјалне културе апсолутно је на страни Скордиска, који су се језично асимилирали с домородачким становништвом. Келти су суверено овладали технологијом прерадбе метала, нарочито каљенога, као челик тврдога гвожђа, а такође су били врсни у израдби предмета од бронце, сребра и рјеђе од злата, од којих су осим накита ковали и новац. Првобитно су то биле имитације грчкога новца, док касније на њима преовладавају аутохтони келтски ликовни елементи и симболи. Били су и вјешти керамичари, служећи се при обликовању брзо ротирајућим грнчарским витлом. Радили су украсне предмете од наруквица и фибула рађених техником гранулације или филиграна нађене код Вуковара и Купинова, као и бронзане женске појасеве из Нових Бановаца и Даља, украшени разнобојним емајлом. Од оружја истиче се мач из Купинова, с јабучицом дршке обликованом попут мушке главе, а налази из ратничких гробова с различитим оружјем, коњском опремом, накитом и металним дјеловима ношње и римским импортираним посуђем за пиће и кување из Сотина, говори о економској моћи њихових угледника. Келти су имали и новац. Нађено је неколико стотина сребрних кованица из остава Нарта, Рибњачка, Шемовца код Ђурђевца и Окића код Самобора, с којих се боље него ли с других предмета умјетничкога обрта очитавају домети њихова занатскога и умјетничкога стваралаштва.

## Илири
У раздобљу од почетка првог миленијума п. н. е. почињу се обликовати различита илирска племена. Сами Илири су мјешавина различитих, премда сродних етничких елемената. Запосјели су све земље од ушћа ријеке Пада (Венети) па до Дунава код Беца (Паннонии), од Дунава до Епира на југу (Таулантии), од Јадрана на западу па до меридионалног тока Дунава и Мораве и до извора Вардара, гдје су им сусједи били трачки Трибали. Међу илирским племенима на данашњем подручју Хрватске истичу се Хистри, Либурни, Јаподи, Делмати и Ардијејци. Током 8. вијеку п. н. е. они све више почињу користити гвожђе за израду оружја и оруђа. Илири су били својим изгледом слични данашњем становништву динарског подручја (натпросјечно високи, тамне косе и тамних очију). Живјели су у утврђеним насељима обично на врховима брда и брежуљака која су градили у близини плодних поља и трговачких путева. Уз ријеке живјели су и у сојеницама (кућама на коцима). У својим насељима они развијају обраду ковина и израђују керамику. Били су вјешти трговци, али и гусари те ратници. Важну улогу у обликовању Илира имали су носиоци културе жарних поља. Ови су се помешали са становништвом које је било носилац култура касног бронзаног доба. Илири су били потомци првих Индоевропљана који су се доселили на југоисток Европе у доба почетка употребе метала. У појединим случајевима у обликовању илирских група имале су важну улогу и прединдоевропске групе народа.
Најпознатија су илирска градинска насеља, тј. утврђења на узвишицама и брежуљцима, грађени техником сухозида, али понекад (под утицајем Грка) биле су грађене и од великих камених блокова. Понекад је око једне градине било и више кругова зидина. Данашњи топоними – градина, градиње, градиште, грачишће, каштелир (према тал. цастеллиере ), доказ су тих остатака.
На обалама Јадранскога мора нашли су их у 7. и 6. вијеку Грци, који су основали колоније Аполонију (код Валоне), Епидамно (Драч) и Лис (Љес), а касније (385) Иссу (Вис), Korkyru (Корчула), Трогурион (Трогир), Епетион (Стобреч, источно од Сплита) и Пхарос на Хвару (Стариград). Грци су јос прије 230. пр. Кр. изгубили све своје насеобине осим Иссе, Трагуриона и Епетиона.
Још прије него што су се Илири обрачунали с Грцима, почели су се међу њих досељавати Келти. И то у првој четвртини 4. вијека међу Панонске Илире, гдје им је главно мјесто било Сегестица (Сисциа), а средином истога вијека на југ у Далмацију до доње Неретве, и на исток до Мораве. Келти су у то вријеме заједно с Галима запосјели све земље од Гибралтара до Црнога мора. У Илирику су се помијешали с Илирима. Из те мјешавине настала су разлицита племена, од којих су била најзнатнија: Ардијејци (од Војуше до Неретве), Далмати (од Неретве до Крке), Либурни (од Крке до Раше у Истри), Јаподи (од горње Купе до горње Уне), Колапиани (на Сави и с обију обала Купе), Јаси (измеду Вараждина и Дарувара), Бреуци (од Брода и босанске Посавине до Осијека), келтски Скордисци (од Срема и Мачве до Мораве).

### Хистри
У жељезно доба (И. миленијум п. н. е.) Истра је највећим дијелом била насељена илирским племенима. На подручју западне и средишње Истре све до обронака Учке обитавали су Хистри, по којима је Истра добила име. Хистри су живјели организовани у родове који су пак чинили један савез на челу с краљем. Најважније средиште Хистра био је Незакцијум (у близини данашње Пуле). Имали су развијену земљорадњу и сточарство (узгајали су овце, козе, говеда и свиње), а како су се бавили и ловом прехрану су допуњавали са дивљачи те посебно рибом и шкољкама. Искористивши повољни положај између Средоземља и средње Европе (налазили су се на крају тзв. јантарског пута), развили су трговину, а посебно бродарство. Имали су и развијену обраду ковина. У њиховој култури мијешају се утицаји културе жарних поља и средоземни утицаји (утицаји Етрушчана, Грка, јужне Италије). У умјетности Хистра посебно се истичу велике камене скулптуре. Истарска су илирска племена имала контакте с грчком цивилизацијом, о чему свједочи и мит о Аргонаутима и легенда о оснивању Пуле. Из илирског су доба остали многи остаци материјалне културе, који се могу наћи по читавој Истри.

### Либурни
Њима сродно племе Либурни живјели су од ријеке Раше на исток и протезали се данашњим Хрватским приморјем до Крке у Далмацији. Тај је дио носио назив Либурнија, под којим је данас познат крај од Пломина до Рјечине. Били су организовани у родове и заједнице родова окупљених око заједнице Јадассина. Међу њима се постепено издвајају моћни родови који у своје руке успијевају приграбити политичку и привредну моћ. Већ се у 8. вијеку п. н. е. Либурни издвајају као посебна народносна заједница која се по низу својих друштвених и културних обиљежја издваја од осталих Илира, што је вјероватно одраз јаких прединдоеуропских утицаја. За Либурне је карактеристичан посебан положај жена. Важну улогу има сродство по мајчиној линији, а жене одржавају и култ предака.
Либурни су узгајали житарице, лозу и маслине. Од стоке су узгајали говеда, овце и козе док ријетко свиње и коње, бавили су се рибарством и скупљањем шкољака. Били су врсни поморци. Бродове су израђивали од дасака које нису биле везане чавлима, него шиване посебном техником конопцима. Њихове велике ратне бродове (либурне) касније су преузели Римљани у своју ратну флоту.
Развијена је била и обрада ковина као те грнчарство. Либурни са својим бродовима тргују све до сјеверне Африке, Мале Азије, Грчке и Сицилије. Копном тргују по цијелој Италији и сјеверозападном Балкану. Они извозе накит, сир, вунену одјећу, грнчарске производе, стоку, вуну, кожу, восак, мед, сол и дрво. Понајвише увозе грчку керамику и разне ковине. Вјеровања Либурна су највјероватније била концентрисана око култа предака и то посебно култа лобање. Врло важну улогу имају и женска божанства од којих су нам позната Анзотика, Ика, Ирија и Сентона. Штовали су и бога Силвана.

### Јаподи
Јаподи насељавају данашњу Лику, дијелове западне Босне, сјеверни рубни дио Истре (Крас) као и дио данашње Словеније. Настају повезивањем старијег становништва и носилаца културе жарних поља. Јаподски родови и племена никада се нису јаче повезали. Налази из Like и Огулинско-плашчанске удолине, примјер су јаподске културе. Развила се од 10. вијеку п. н. е., настала на традицијама средњега и на раним фазама каснога бронзаног доба с трајањем у континуитету све до друге половине 1. вијека п. н. е., тј. римских освајања под вођством Октавијана. Свој највећи процват доживјели су између 8. и 4. вијеку п. н. е. Међу Јаподима највећу важност има сточарство док је земљорадња од мање важности. Понекад чак и у оквиру јаподских утврда постоји простор за испашу. Највише узгајају овце, козе, свиње и перад. Важну улогу има производња сира. Умјешно обрађују ковине и јантар. Средње и почетак каснога бронзаног доба, које је имало удјела у формирању јаподске културе, представља некропола у шпиљи Бездањача код Врховина. Од нађених предмета издвајају се покривала за главу, односно различите капе и оглавља те дијадеми од бронзаног лима, исплетени бронзани ланчићи и украси од јантара који су били незаобилазан детаљ њихове ношње. Љепотом и прецизношћу израдбе истичу се зрна с огрлице из Компоља у облику женских главица, рађена у духу архајске умјетности. Штују божанства везана за сунце и претеке. Посебно поштују свога бога вода - Бинда.

### Делмати
Били су велико и ратоборно племе које је насељавало подручје данашње средње Далмације и дијелове југозападне Босне и Херцеговине. Тако су названи по свом главном граду Делминиуму. Почињу се обликовати као посебна група већ у касном бронзаном добу. Током 6. и 5. вијеку п. н. е. међу њима се почиње издвајати ратнички слој. Упркос томе земља им је била заједничка и сваке 8 године су поновно дијелили земљу међу собом. У 4. вијеку п. н. е. под притиском помицања народа узрокованог продирањем Келта Делмати се почињу помицати из унутрашњости према обали. Темељ привреде Делмата било је сточарство и то првенствено узгој оваца и коза од којих се добијало млијеко и вуна. Месо се великим дијелом набављало ловом. Премда постоји и домаћа прерада ковина предмети од ковина обично су увозили. Били су конзервативни, а своје обичаје и вјеровања очували су врло дуго. Имали су велика светишта на узвишицама у којима су приносили жртве својим божанствима.
У почетку су били зависни од Ардијејаца те су се касније успјели одметнути, након смрти краља Плеурета и постати независнима. Од половине 2. вијека п. н. е. Делмати се све чешће сукобљавају с римским савезницима, грчким колонијама на далматинској обали и Даорсима. Стално су нападали своје сусједе од којих су се Даорси обратили за помоћ Римљанима. 156. п. н. е. Римљани су заратили против Делмата. У раздобљу сукоба с Римљанима, делматско се подручје протезало од Неретве до Крке и у унутрашњости до Врбаса. Успјели су продријети у само срце њихова подручја и спалити њихово главно упориште Делминиум, али нису остварили никакво трајно освајање.
Између 119. и 117. п. н. е. Римљани поново ратују против Делмата и заузимају њихово ново главно упориште – Салону. 78. п. н. е. Делмати нападају Римљане и враћају Салону, али само привремено.
52. п. н. е. почео је нови рат Римљана против Делмата и Јапода. Делмати код Промоне (у близини данашњег Дрниша) поражавају Римљане. Још већи пораз нанијели су Делмати Цезаровом војсковођи Аулу Габинију 47. п. н. е. Том приликом убили су 7000 римских војника заробивши и римске ратне знакове (што су Римљани доживљавали као нарочиту срамоту). Бојећи се напада самог Цезара покоравају му се но када је Цезар убијен (44. п. н. е.) поново ратују с Римљанима.
Против Делмата ратује потом Цезаров насљедник Октавијан (будући цар August). Између 34. и 33. п. н. е. Октавијан у тешким борбама заузима једно по једно делматско упориште. Делмати су се на крају морали обвезати предати Римљанима таоце, служити у римској војсци и плаћати данак. Отпор Делмата је у потпуности сломљен тек послије гушења Батонова устанка 9. године.

### Ардијејци
Прву савезну државу основали су Ардијејци под краљем Агроном од Епира до Неретве. Ардијејско је краљевство досегло је висок ступањ развоја, али упркос томе важан извор прихода Ардијејаца је било гусарење. Сједиште ардијејског краљевства било је у Ризону (Рисан у Боки Которкој).
Краљ Ардијејаца Агрон у раздобљу између 240. и 231. п. н. е. учвршћује власт Ардијејаца и савеза племена окупљених око њих на јужном Јадрану. Ардијејци пљачкају подручја сјеверне Грчке и у пљачкашким провалама продиру све до Пелопонеза. Послије смрти Агрона с истом политиком је наставила његова удовица Теута. Када је напала Иссу дипломатски су на страни Грка интервенисали Римљани. Теута је убила римске посланике што је довело до рата. Њен најспособнији војсковођа Деметрије Фарски пристао је уз Римљане. Упркос повременим успјесима у рату Теута је поражена (228) те јој је остао крај око Боке Которске и ушћа Дрима, а држава Ардијејаца највећим је дијелом подијељена међу Теутиним вазалима.
У тој подјели најбоље је прошао Деметрије Фарски али је ускоро и он наставио с политиком гусарења и пљачкања грчких упоришта на Јадрану и сјеверној Грчкој при чему је рачунао на заузетост Римљана ратовањем с Келтима и Картажанима. Упркос томе Римљани су скупили довољно снага да га поразе. 219. п. н. е. Деметрије губи све своје посједе и мора бјежати у Македонију.
Под краљем Плеуретом Ардијејци поново јачају ратујући на страни Римљана против Македоније. 167. п. н. е. краљ Ардијејаца Гентије, који насљеђује Плеурета, поново ратује против Римљана но бива побијеђен. 135. п. н. е. Римљани дефинитивно поражавају Ардијејце и пресељавају их у унутрашњост гдје убрзо нестају.